# Adrian Dunbar
Pour les articles homonymes, voir Dunbar (homonymie).
Adrian Dunbar est un acteur nord-irlandais né le 1er août 1958 à Enniskillen (Irlande du Nord).

## Carrière
Il apparaît dans de très grands succès irlandais, comme My Left Foot (Jim Sheridan), The Crying Game (Neil Jordan) ou The General (John Boorman). Son rôle le plus célèbre est celui de Maguire, le terrifiant et nerveux chef d'une redoutable section de l'IRA dans The Crying Game. Il est accompagné dans ce film de son double maléfique joué par Miranda Richardson.

## Filmographie (sélection)

### Acteur

#### Cinéma
- 1989 : My Left Foot (My Left Foot: The Story of Christy) de Jim Sheridan : Peter
- 1991 : Hear My Song de Peter Chelsom : Micky O'Neill
- 1992 : The Crying Game de Neil Jordan : Maguire
- 1994 : Parfum de scandale (Widows' Peak) de John Irvin : Godfrey Doyle-Counihan
- 1995 : Richard III de Richard Loncraine : James Tyrell
- 1995 : Les Péchés mortels (Innocent Lies) de Patrick Dewolf : Alan Cross
- 1998 : Le Général (The General) de John Boorman : Noel Curley
- 2002 : Shooters de Colin Teague et Glenn Durfort : Max Bell
- 2002 : Mon cher ennemi (How Harry Became a Tree) de Goran Paskaljevic : George
- 2007 : Alyssa et les Dauphins (Eye of the Dolphin) de Michael D. Sellers : Dr. James Hawk
- 2011 : Hideaways d'Agnès Merlet : Docteur Russell
- 2017 : Le Bonhomme de neige de Tomas Alfredson : Frederik Aasen
- 2022 : Emily de Frances O'Connor : Patrick Brontë
- 2024 : A Sudden Case of Christmas de Peter Chelsom : Otto

#### Télévision
- 1992 : Inspecteur Morse (Inspector Morse), série, saison 6, épisode 1 : John Marriat
- 2010 : Inspecteur Frost (A Touch of Frost), série, saison 15, épisode 2 : Gerry Berland
- 2011 : Meurtres au paradis (Death in Paradise), série, saison 1, épisodes 7 et 8 : Aidan Miles
- 2012 : The Life and Adventures of Nick Nickleby, série, saison 1, épisodes 1 à 5 : Ralph Nickleby
- 2012-2021 : Line of duty, série, saisons 1 à 6 : Ted Hastings
- 2012 : Scott & Bailey série saison 2 épisode 3
- 2013 : Jo, série, saison 1, épisode 5 : Olivier Cattan
- 2016 : The Hollow Crown : Plantagenet
- 2022 : Ridley : Alex Ridley

### Scénariste
- 1991 : Hear My Song de Peter Chelsom